# Mayara Bordin
Mayara da Fonseca Bordin (sinh ngày 4 tháng 9 năm 1987), thường được gọi với cái tên ngắn gọn là Mayara, là một tiền vệ bóng đá người Brazil chơi cho Zaragoza Club de Futbol Femeninomvà đội tuyển bóng đá nữ quốc gia Brazil.

## Sự nghiệp ở cấp câu lạc bộ
Mayara chuyển từ Centro Olímpico đến Tyresö vào tháng 1 năm 2014, là một trong bốn cầu thủ người Brazil tham gia thi đấu cho câu lạc bộ Thụy Điển.
Mayara là một cầu thủ dự bị nhưng không được sử dụng trong trận thua 4-3 của Tyresö với đội bóng đối thủ là Wolfsburg trong trận chung kết Champions League 2014 của UEFA. Tyresö bị phá sản vào năm 2014 và bị loại khỏi mùa giải Damallsvenskan năm 2014, xóa tất cả các kết quả của họ và khiến tất cả các cầu thủ của họ trở thành cầu thủ tự do. Hội đồng quản trị Stockholm đã công bố mức lương của các cầu thủ, bản công bố này cho thấy Mayara là người có thu nhập trung bình ở mức 30 980 SEK mỗi tháng.
Cô trở lại Centro Olímpico cho giải đấu Campeonato Brasileiro de Futebol Feminino năm 2014 của câu lạc bộ này.

## Sự nghiệp quốc tế
Mayara ra mắt chính thức cho Đội tuyển bóng đá nữ Brazil vào tháng 3 năm 2013, trong trận hòa 1-1 với Pháp ở Rouen. Vào tháng 7 năm 2013, cô cũng tham gia đội hình đội tuyển Brazil thi đấu tại Đại hội Mùa hè 2013 ở Kazan, Nga.